# Oleg Smirnov
Oleg Smirnov (* 1. Oktober 1985 in Narva, Estnische SSR) ist ein estnischer Eishockeyspieler, der seit 2011 für den Narva PSK in der höchsten Spielklasse Estlands, der Meistriliiga, spielt.

## Erfolge und Auszeichnungen
- 2011 Estnischer Meister mit Tartu Kalev-Välk

## Karrierestatistik

### International
(Legende zur Spielerstatistik: Sp oder GP = absolvierte Spiele; T oder G = erzielte Tore; V oder A = erzielte Assists; Pkt oder Pts = erzielte Scorerpunkte; SM oder PIM = erhaltene Strafminuten; +/− = Plus/Minus-Bilanz; PP = erzielte Überzahltore; SH = erzielte Unterzahltore; GW = erzielte Siegtore; 1 Play-downs/Relegation; Kursiv: Statistik nicht vollständig)